# 霍尔本
霍尔本是德国巴登-符腾堡州的一个市镇。总面积8.75平方公里，总人口1101人，其中男性551人，女性550人（2011年12月31日），人口密度126人/平方公里。